# Residenze reali borboniche in Campania

Bandiera dei Borbone delle Due Sicilie

Le residenze reali borboniche in Campania sono l'assieme delle residenze costruite o acquistate e adattate a residenze reali dai re di Napoli, i Borbone, dal 1734 al 1861 per servire come luoghi di abitazione o di breve permanenza. Si tratta di diversi edifici o tenute molti dei quali sopravvissuti sino a oggi; tra questi: il Palazzo Reale di Napoli, la Reggia di Caserta, la Reggia di Capodimonte, la Villa d'Elboeuf, la Reggia di Portici, la Villa Floridiana, la Villa Lucia, la Villa Rosebery, la Villa Favorita, il Palazzo Reale di Ischia, il Palazzo D'Avalos di Procida, la Tenuta degli Astroni (nei pressi del lago di Agnano), Real Casale di Michele Lufrano a Volla, Casale  Casino di caccia sul lago di Licola, Capriati a Volturno, la Reale tenuta di Carditello, la Reale tenuta di Persano, Fasano di Maddaloni, Selva di Caiazzo, San Leucio, il Casino del Fusaro, la Reggia di Quisisana e il Demanio di Calvi. Una citazione a parte va fatta per due edifici come il Palazzo Torlonia a Mergellina e il Palazzo Cellamare che furono entrambi presi in fitto dalla dinastia reale borbonica per un breve periodo.

## Storia

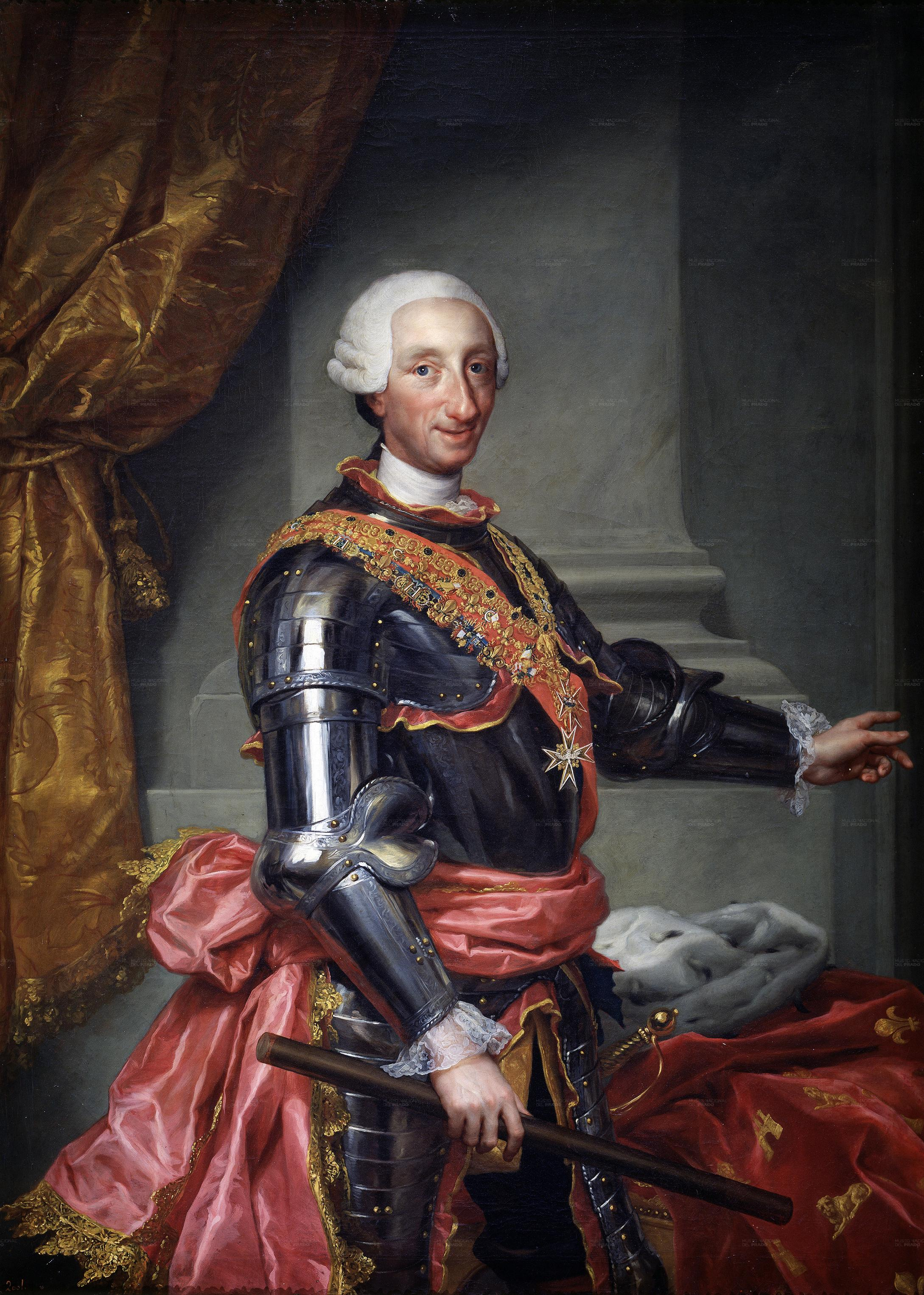
Carlo III di Spagna

Tutte le principali residenze reali costruite dai Borbone di Napoli, con l'eccezione della Casina Vanvitelliana, furono edificate sotto il dominio di Carlo III di Spagna il quale, molto probabilmente, fu uno dei più importanti regnanti di Napoli. L'unico complesso che non fu progettato nel periodo borbonico, ma che fu riadattato consistentemente mantenendo comunque il ruolo di dimora reale dei Borbone, è quello del palazzo Reale di Napoli, voluto invece da de Castro durante il vicereame spagnolo del XVII secolo.
Carlo III di Spagna fu il primo re della dinastia borbonica e regnò a Napoli negli anni che vanno dal 1734 al 1759. Sotto il suo dominio la capitale napoletana e tutto il regno in generale, videro il massimo sviluppo culturale che portò alla nascita di numerosi siti monumentali che ne evidenziano l'elevato livello raggiunto.
Le prime residenze reali furono la reggia di Portici e di Capodimonte. Successivamente, data l'esplosione culturale avvenuta in quel periodo, il re, preso da una "competizione" con i reali francesi e desideroso di donare a Napoli strutture tali da poter svolgere un ruolo di città-capitale di livello europeo, decise di inaugurare una reggia che potesse rivaleggiare in magnificenza e imponenza con quella di Versailles. Per motivi di sicurezza, la località prescelta fu Casertavecchia a circa 15 km a nord dalla capitale, collegata con quest'ultima attraverso un vialone monumentale rimasto incompiuto. Della costruzione fu incaricato uno dei maggiori architetti del tempo, Luigi Vanvitelli, che diede inizio ufficialmente ai lavori il 20 gennaio 1752, il giorno del trentaseiesimo compleanno di Carlo III di Borbone.
A seguito dell'unità d'Italia, alcune residenze furono utilizzate anche dalla dinastia dei Savoia come casa reale, è questo il caso del Palazzo Reale di Napoli, mentre altre furono destinate a ospitare musei o sedi istituzionali pubbliche.

## Principali residenze reali
In ordine cronologico, le principali residenze reali dei sovrani borbonici furono:
- Palazzo Reale di Napoli (1600);
- Reggia di Portici (1738);
- Reggia di Capodimonte (1738);
- Reggia di Caserta (1751);
- Casina Vanvitelliana (1782).

Tra le più significative residenze secondarie, definite tali in quanto non edifici di rappresentanza ufficiale del Regno delle Due Sicilie, ma semplici appartamenti privati o acquistati dai familiari borbonici, vi sono:
- Villa Floridiana;
- Villa Rosbery;
- Palazzo Reale di Ischia;
- Reale tenuta di Carditello;
- Reale tenuta di Persano
- Reggia di Quisisana;
- Ville del Miglio d'oro.

### Palazzo Reale di Napoli

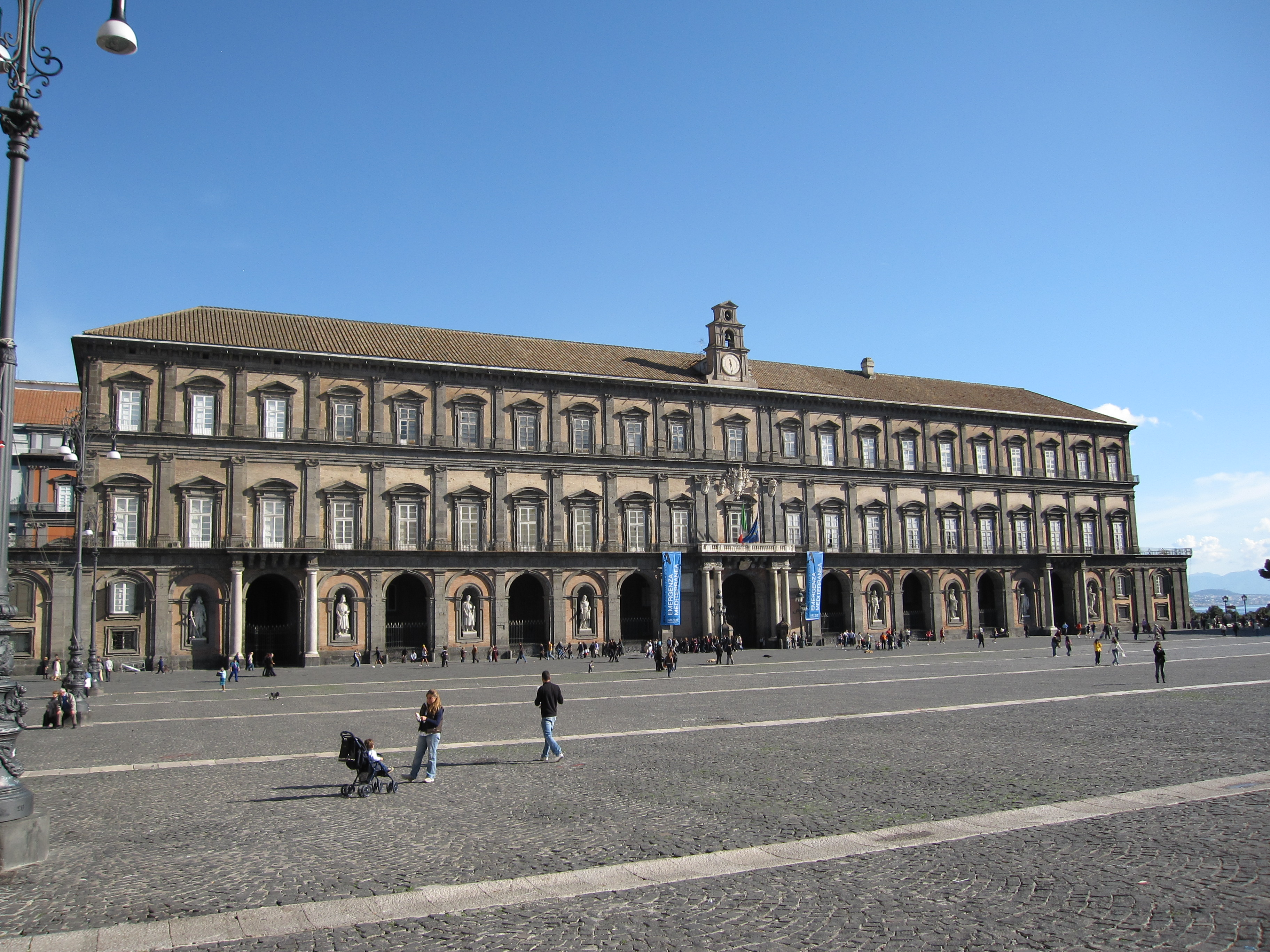
Palazzo Reale di Napoli

Il Palazzo Reale di Napoli fu edificato durante il periodo del viceregno spagnolo, quando, nel 1600, il conte di Lemos Fernando Ruiz de Castro incaricò l'architetto ticinese Domenico Fontana di costruire un edificio che potesse ospitare il re Filippo III di Spagna, il quale si stava recando a Napoli con la sua consorte per una visita ufficiale che di fatto non avvenne mai.
Il palazzo ha subito numerosi danneggiamenti durante la sua storia essendo costretto a ricevere più volte importanti restauri che ne hanno modificato, soprattutto nella facciata principale, il suo originario aspetto. Il restauro più importante si ebbe durante il periodo di Ferdinando II di Borbone, in carica dal 1830 al 1859, il quale incaricò l'architetto Gaetano Genovese nel 1837 di operare lavori interni che restituissero splendore alle sale dell'edificio in quanto gravemente danneggiate per via di un incendio. I lavori terminarono nel 1857 e il risultato fu un ampliamento delle sale interne e una sostanziale modifica dell'aspetto generale degli ambienti. In questo contesto furono infatti edificati l'Ala delle feste il giardino Italia e il giardino Belvedere e il palazzo assume le forme che vediamo noi oggi.
Va inoltre ricordato che ancor prima di Ferdinando II di Borbone, Carlo III edificò accanto alla residenza reale il Teatro San Carlo, modificando in questo modo alcuni ambienti dell'edificio per consentire al re di poter passare dalla sua dimora al teatro senza dover uscire fuori, ma semplicemente spostandosi internamente da un edificio all'altro. Successivamente, Ferdinando I, che nacque proprio all'interno del palazzo nel 1778, trasferì nell'edificio reale la fabbrica di arazzi napoletani apprezzati in tutto il mondo per la loro qualità.

### Reggia di Portici

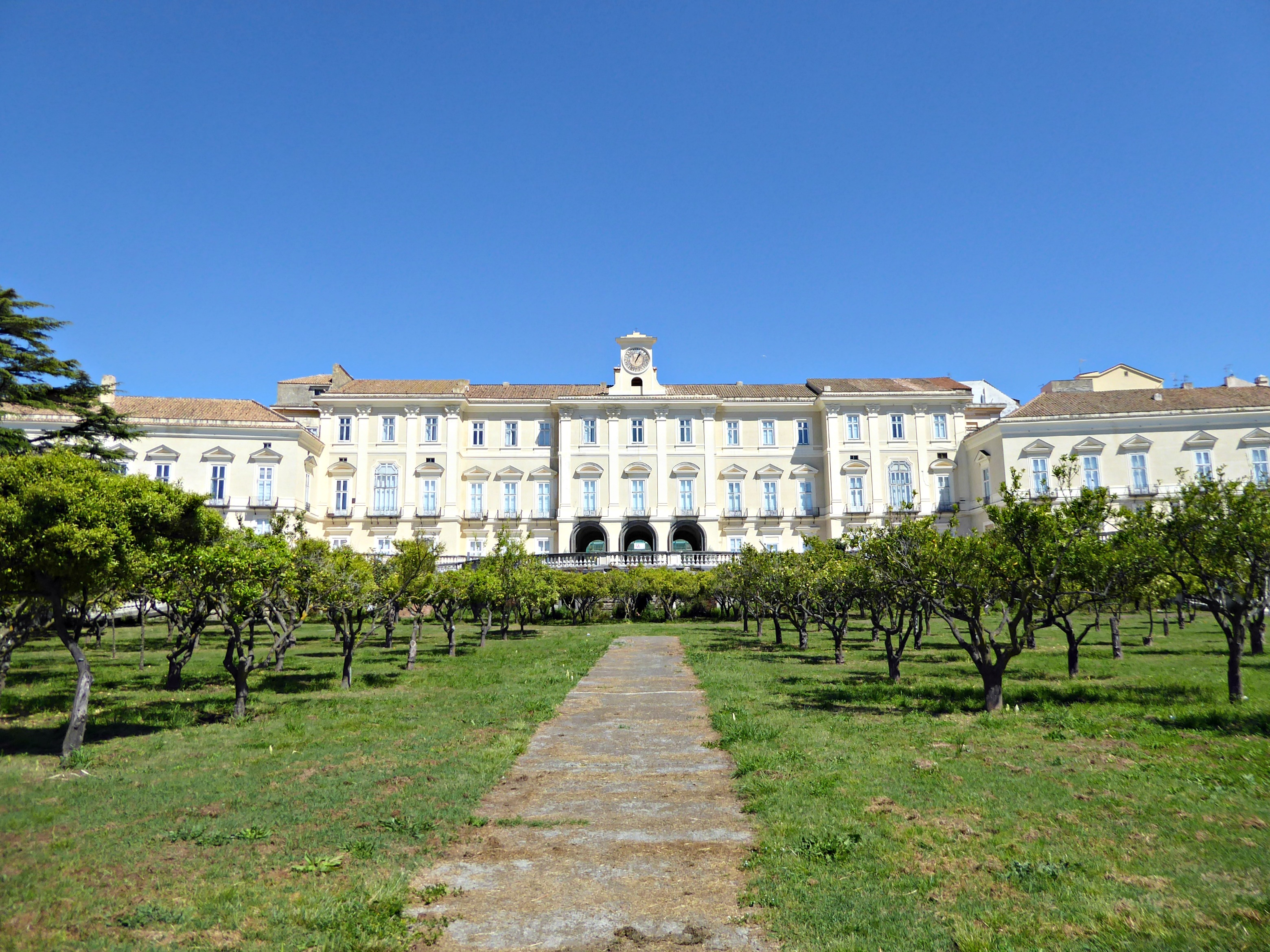
Reggia di Portici

Fu voluta dal primo re delle Due Sicilie di dinastia borbonica, Carlo III di Spagna, e risulta essere la prima residenza reale costruita dai Borbone di Napoli.
La reggia di Portici vide l'inizio dei lavori di costruzione nel 1738, quando il re incaricò Antonio Canevari per eseguire un progetto che prevedesse una residenza reale vera e propria circondata da un parco. La reggia ha infatti subito assunto il ruolo di dimora; infatti, perso il trono di Napoli nel 1799 con la conquista di Gioacchino Murat, Ferdinando IV di Borbone, in fuga verso Palermo, decise di portare con sé tutti i suoi beni personali custoditi nella reggia, proprio per sottrarli ai nuovi regnanti vincitori.
Ritornata la dinastia borbonica l'anno seguente, con Ferdinando II, la residenza acquistò un'altra volta prestigio, grazie anche al collegamento ferrato con Napoli. Nacque infatti nel 1839 la ferrovia Napoli-Portici, prima ferrovia in Italia. Inoltre, in questo periodo, la reggia ospitò anche papa Pio IX.

### Reggia di Capodimonte

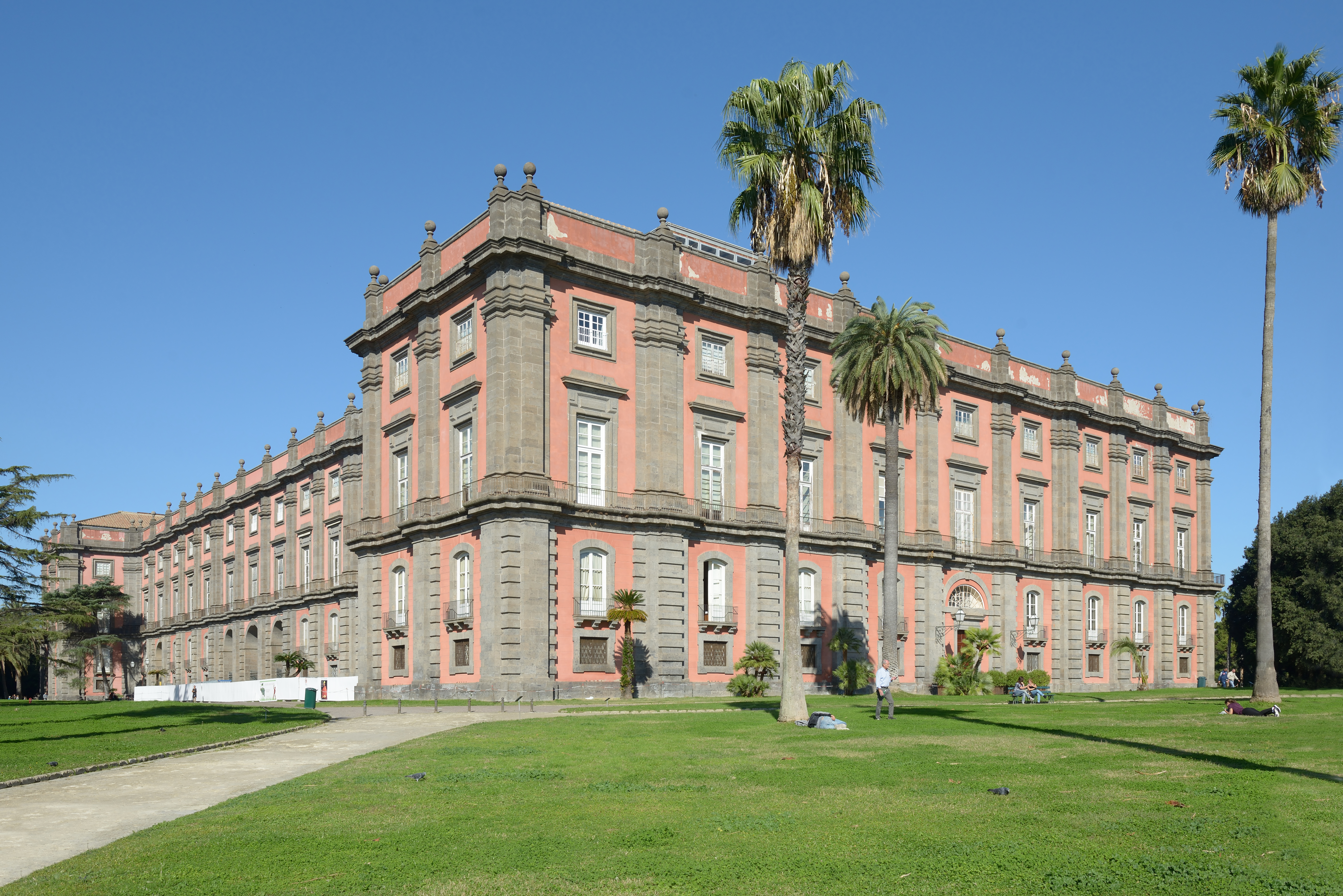
Reggia di Capodimonte

La reggia di Capodimonte fu edificata di pari passo con quella di Portici. Se la seconda aveva scopo residenziale, la prima, voluta anch'essa da Carlo III di Borbone, doveva avere inizialmente veste di "casino di Caccia", dato l'ampio spazio verde circostante l'edificio.
Successivamente, ereditate le importanti collezioni dalla madre Elisabetta, il re decise di adibire il complesso a semplice sede nella quale custodire le sculture farnesiane rinvenute a Roma. Infatti, la reggia ospitava la collezione Farnese oggi presente al museo archeologico nazionale di Napoli. Solo dopo l'edificazione e lo spostamento presso quest'ultima sede, la reggia ha cominciato a ospitare le opere pittoriche ereditate o donate alla città.
Il ruolo che la reggia ha avuto sin dall'inizio della sua edificazione è di facile intuizione, in quanto, anche semplimente guardando le facciate principali e laterali dell'edificio, si può notare che esso è completamente spoglio di qualsiasi stemma reale borbonico o di qualsiasi incisione che ne attribuisce l'aspetto di residenza reale ufficiale. I lavori di edificazione furono affidati ad Angelo Carasale, Giovanni Antonio Medrano e Antonio Canevari. Successivamente, a Ferdinando Fuga furono affidati lavori di ampliamento e di cura del parco.

### Reggia di Caserta

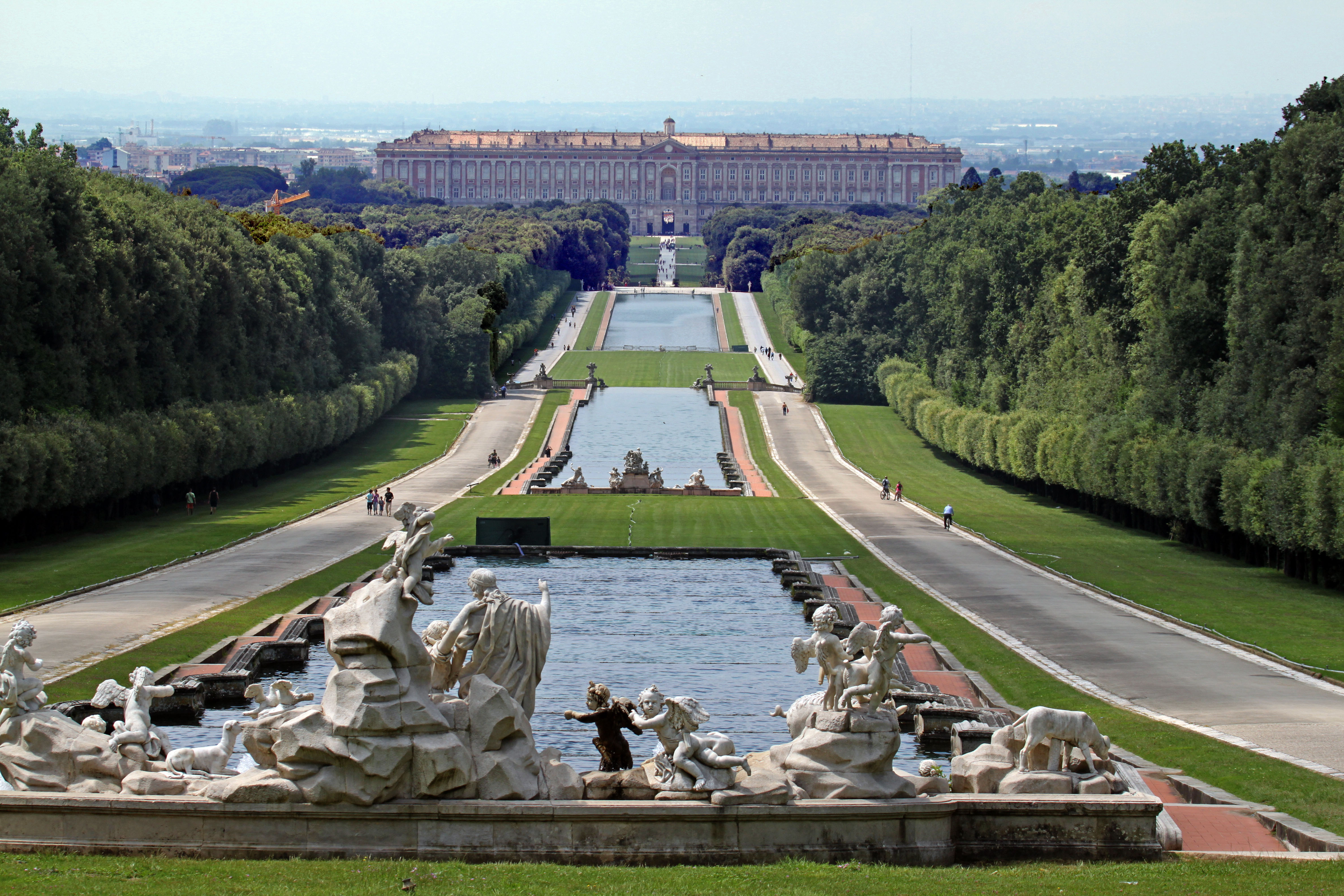
Reggia di Caserta

La reggia di Caserta è la più grande, la più importante e l'unica dichiarata singolarmente Patrimonio dell'umanità dall'UNESCO tra le residenze reali appartenute ai Borbone di Napoli.
Il palazzo fu voluto ancora da Carlo III di Borbone e il luogo da lui scelto fu quello nei pressi dei monti Tifatini, dove sorgeva il borgo di Casertavecchia. Il re, colpito dalla bellezza del paesaggio casertano, data la sua copertura da attacchi nemici via mare (vedi spedizione navale britannica contro Napoli del 1742) e desideroso di donare alla città partenopea strutture tali da poter svolgere un ruolo di capitale di livello europeo, volle che venisse costruita una reggia tale da poter reggere il confronto con quella di Versailles.
Il progetto della reggia fu affidato a uno dei più importanti architetti italiani del periodo, Luigi Vanvitelli, il quale aveva il compito di considerare oltre al palazzo anche la costruzione di un parco e la sistemazione dell'area urbana circostante, con l'approvvigionamento da un nuovo acquedotto (acquedotto Carolino) che attraversasse l'annesso complesso di San Leucio. La nuova reggia assumeva a questo punto il compito di simboleggiare e manifestare la potenza e la grandiosità del regno borbonico.

### Casina Vanvitelliana

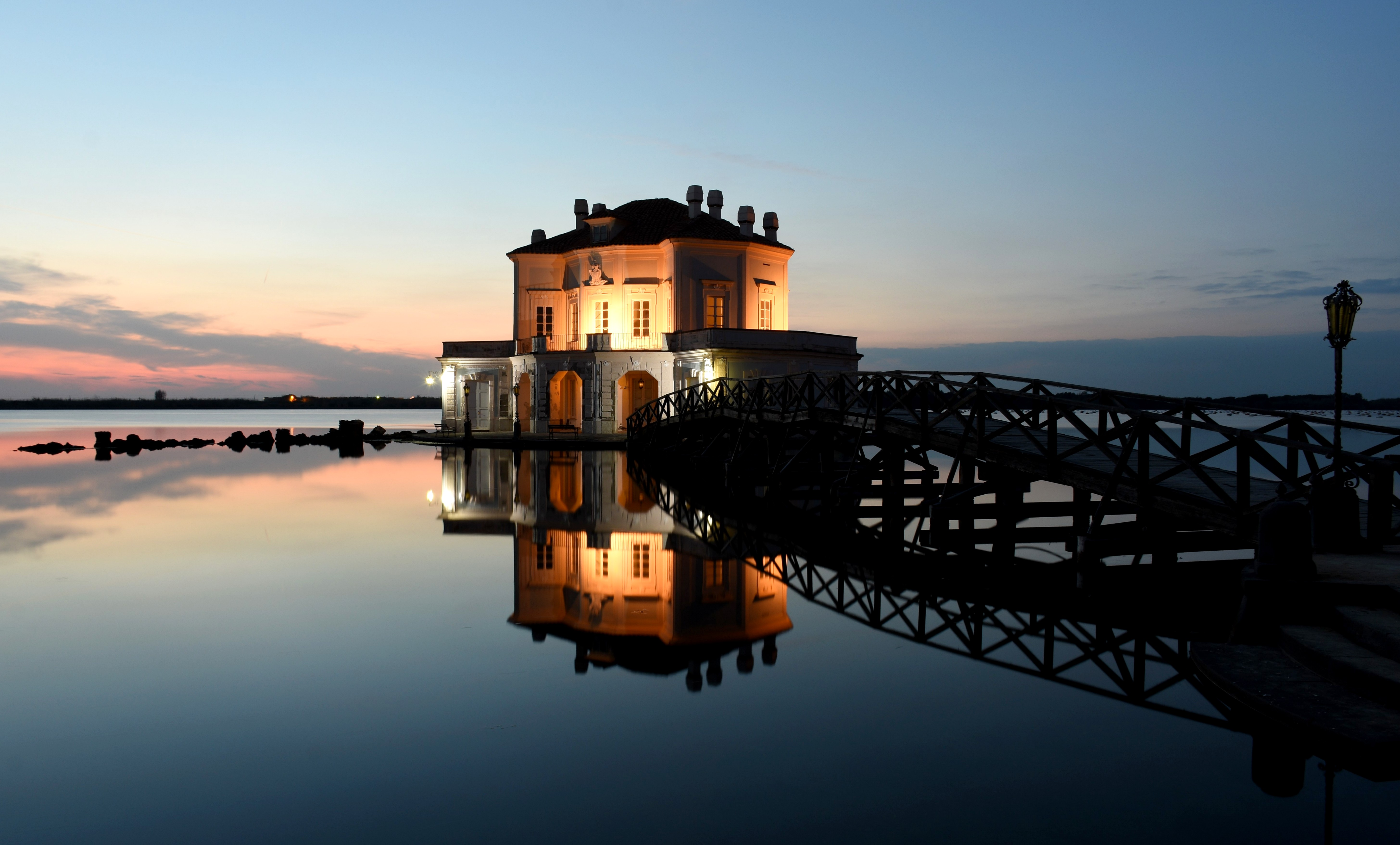
Casina Vanvitelliana

La Casina Vanvitelliana fu costruita nel 1782 su un'isoletta del Lago Fusaro, nel comune di Bacoli.
I lavori furono eseguiti da Carlo Vanvitelli su commissione del re Ferdinando IV di Borbone. L'intento era quello di realizzare un casino di Caccia sul lago; successivamente, data la bellezza paesaggistica del posto, il complesso fu utilizzato come residenza degli ospiti illustri che facevano visita ai reali e alla capitale.
Tra i tanti uomini di storia e cultura, all'interno dell'edificio furono accolti anche Wolfgang Amadeus Mozart, Gioachino Rossini e, più recentemente, il Presidente della repubblica Luigi Einaudi.

## Le residenze oggi
Al 2011, il palazzo Reale di Napoli è aperto al pubblico e costituisce un polo museale, ospitando tele, oggetti della famiglia reale, ambienti e sale storiche. Inoltre, il palazzo è anche sede della Biblioteca nazionale Vittorio Emanuele III ed è incluso nella frazione del centro storico di Napoli tutelata dall'UNESCO come patrimonio dell'umanità.
La reggia di Portici è l'unica residenza reale che non forma un museo. Al 2011 è sede dalla Facoltà di Agraria dell'Università Federico II di Napoli.
La reggia di Capodimonte è divenuta sede dell'omonimo museo: nel palazzo si possono ammirare tele (che costituiscono il numero più cospicuo di pezzi), ambienti e oggetti di diversi periodi storici della città partenopea. La reggia appartiene alla parte del centro storico di Napoli patrimonio dell'umanità.
La reggia di Caserta costituisce, assieme al parco che la circonda, un polo museale. La reggia e il suo parco, assieme all'acquedotto Carolino e al complesso di San Leucio, sono patrimonio dell'umanità UNESCO. Sostanzialmente l'antica residenza si presenta così come la volle Carlo III di Spagna.